# Magyarósy János
Magyarósy János (Páskán, 1933. szeptember 15. –) romániai magyar gépészmérnök, műszaki író, szótáríró. Magyarósy Gyöngyvér Teréz (1943) műszaki szótáríró férje.

## Élete és munkássága
Középiskolai tanulmányait a kolozsvári Református Kollégiumban kezdte, 1953-ban CFR-szakiskolát végzett, gépészmérnöki oklevelét a Kolozsvári Műegyetemen szerezte 1958-ban. Első munkahelye a kolozsvári Tehnofrig Gépgyár volt. 1959-től kutató mérnökként dolgozott a műegyetem Építészeti Szilárdságtan Tanszékén, ahol a gépgyártásban használt gépszekrényekről szóló tanulmányával doktorált 1985-ben. Az intézet Porkohászati Laboratóriumának főkutatója is volt.
Fontosabb kutatási témái: különleges fémforgácsolási eljárások az esztergált felületek simítására, a kis átmérőjű furatok készítésére, gépszekrények szilárdsági méretezése, térbeli keretszerkezetek terhelés alatti alakváltozásainak és feszültségállapotának tenzométeres mérése. Több értékes újítás és találmány szerzője. Kutató munkája eredményeiről a Revista Transporturilor şi Telecomunicaţiilor, a Revista Construcţia de Maşini, valamint a Strasse-Brücke-Tunnel szakfolyóiratok hasábjain számol be románul és németül.
A Magyar-román műszaki szótár (1987) és a Román-magyar műszaki szótár társszerzője. Egyetemi jegyzete: Materiale poroase permeabile din pulberi metalice sinterizate (Áteresztőképességű likacsos anyagok szinterelt fémporokból. I-II. Társszerző: Ioan Vida-Simiti) címmel jelent meg.